# Luz Jiménez (actriz)
Luz Jiménez Ormeño (Santiago de Chile, 18 de diciembre de 1934), es una actriz chilena. 
También se ha desempeñado como directora de teatro y profesora de actuación. Ha desarrollado una carrera que se ha extendido por 63 años y que la han convertido en actriz de numerosas obras y telenovelas de trascendencia nacional e internacional. 
Inició su carrera en el Teatro Experimental de la Universidad de Chile en 1955 y luego en Escuela de Artes de la Comunicación de la Pontificia Universidad Católica de Chile, recibiendo el reconocimiento internacional por su interpretación en la obra de teatro Tres Marías y Una Rosa de 1979, continuando durante la década de 1980 en montajes del Teatro Ictus y Teatro UC. 
En televisión, fue una de las actrices fundadoras de la naciente industria de las telenovelas a color en Televisión Nacional de Chile (TVN), conocida posteriormente como Área Dramática, con la telenovela de época, Villa Los Aromos, dirigida por Claudio Guzmán. Colaboró estrechamente con la productora Sonia Fuchs, logrando un diverso registro interpretativo con La represa, Marta a las ocho, Mi nombre es Lara, Teresa de los Andes, hasta interpretar a su único papel protagonista, la célebre e icónica Kiki Blanche en Bellas y audaces de 1988. 
Entre 1995 y 2005 se integró a la compañía de actores de televisión del director Vicente Sabatini, y fue una de las actrices de reparto más destacadas de la corriente televisiva conocida como la época de oro de las teleseries de Televisión Nacional,  con importantes éxitos como Oro verde (1997), La fiera (1999), Romané (2000), Pampa Ilusión (2001), El circo de las Montini (2002), Puertas adentro (2003), Los Pincheira (2004), Los Capo (2005), Corazón de María (2007), entre otras. Jiménez fue considerada por sus notables interpretaciones en Huaiquimán y Tolosa de 2007-2008, Cárcel de mujeres de 2007, Los archivos del cardenal de 2011 y Zamudio de 2015.
Se abrió paso en el cine como actriz secundaria en películas de éxito como el drama Nemesio de 1985, El ciclista del San Cristóbal de 1989, El tesoro de los caracoles de 2003, Azul y blanco de 2004, hasta lograr el éxito mundial con La vida de los peces de 2010, filme ganador de un Premio Goya a la Mejor película extranjera de Habla Hispana, y Gloria de 2013, película ganadora de un Premio Oso de Plata en el Festival Internacional de Cine de Berlín.
Fue parte de la formación de actores y actrices de gran renombre nacional. De este mismo modo, dictó clases de actuación en la Academia Club de Teatro de Fernando González y fue directora del departamento de teatro de la Universidad de los Andes. En 2011 fue galardonada con un Premio APES a la trayectoria artística por el aporte en las artes y la cultura en Chile. En 2015 fue reconocida con el galardón a la trayectoria en primera edición del Festival de Cine de La Serena. En 2018 recibió un homenaje por el Sindicato de Actores de Chile a su trayectoria. En 2022 recibió el Premio Caleuche a la Trayectoria. Fue elegida entre las 100 líderes mayores 2022 por la Pontificia Universidad Católica de Chile. En octubre de 2023 recibió el Premio a la Trayectoria Artística por el Festival Internacional Santiago a Mil (FITAM).

## Carrera actoral

### Inicios
Sus estudios de actuación los realizó entre 1957 y 1958 en la Escuela de Teatro Experimental de la Universidad de Chile (TEUCH), bajo la maestría de Bélgica Castro y Joan Jara. En su estadía en la casa de Bello, el recién egresado, Alejandro Sieveking, la convocó para actuar en El fin de febrero (1958). En 1959, la compañía de teatro francés Comédie-Française, convocó a Víctor Jara, Grimanesa Jiménez, Lucho Barahona y Luz Jiménez para integrarse a una obra francesa. Al año siguiente, participó en obras como Noche para Saltimbanqui (1960), de Enrique Noisvander y Enrique Durán. Sin embargo, Jiménez interrumpió su formación para viajar en barco a Francia para reencontrarse con un antiguo amor. Al regreso a su país, optó por formar su propia familia. «Abandoné el teatro por un amor, de pronto me casé y luego tuve a mis cuatro hijas», declaró Jiménez.
En inicios de la década de 1970, trabajó como secretaria de la Vicerrectoría Económica de la Pontificia Universidad Católica de Chile a cargo de Domingo Santa María Santa Cruz, en el período de los Chicago Boys en plena dictadura militar en Chile. Luego, conoció a Sonia Fuchs, quien impulsó a terminar sus estudios teatrales, ingresando a sus 39 años, bajo vía administrativa a la Escuela de Artes de la Comunicación (E.A.C), de la misma casa de estudios, dirigida por Eugenio Dittborn Pinto, egresando en 1979. Jiménez ejerció clases de ayudantía académica al interior de la universidad, junto a Rodolfo Bravo. También participó en la creación e investigación artística de obras teatrales.  
Participó activamente en diversas compañías de teatro independientes y universitarias, en obras como La princesa Panchita de Jaime Silva en 1970, El burlador de Sevilla y convidado de piedra de Tirso de Molina en 1976, Ocúpate de Amelia en 1977 y ¿Cuántos años tiene un día? en 1978, de la compañía Ictus.

### 1979-1990

#### Obra icónica en Dictadura y gira mundial
No obstante, su consagración se debió al montaje de 1979, en la obra Tres Marías y Una Rosa, de David Benavente, dirigida por Raúl Osorio y protagonizada por Jiménez junto a Myriam Palacios, Soledad Alonso y Loreto Valenzuela. Fue creada por Benavente y el Taller de Investigación Teatral (T.I.T.) en Teatro El Ángel de Santiago. El éxito de la obra la llevó a realizar una gira mundial durante tres años por Estados Unidos, Canadá, Venezuela, Inglaterra, Alemania y Francia. La obra constituyó un hito en la historia del teatro chileno durante el periodo de la dictadura militar (1973-1990), dado que aborda la temática de la cesantía de las poblaciones de la época y el machismo desde el punto de vista de cuatro mujeres pobladoras que tratan de superar la pobreza realizando trabajos de arpillera en un taller impartido por la Vicaría de la Solidaridad.
Con respecto a la obra y a la interpretación de Luz Jiménez:

"La obra termina con el personaje de la dueña de casa –interpretado por Luz Jiménez– bailando cueca sola. Hacía muy poco que se había instaurado este elemento simóblico, porque la gente aun pensaba que sus desaparecidos –por dictadura– podían volver... Pero durante toda la obra, el marido está ausente, no se ve, y al final no está en absoluto. Y ella (Luz), termina con la cueca sola, que era sobrecogedora. Era un código porque todos sabían que una mujer bailando sola cueca era porque su marido ya no estaba (detenido y desaparecido)."
María de la Luz Hurtado.
Escenarios transgresores.

En 1980, protagonizó un monólogo, basado en la historia testimonial de Ema Rubilar, en la Vicaría de la Solidaridad. Ante esto, Jiménez declaró: «Era un ambiente de gran acogida el que se vivía allí, de gran cariño unas por otras, de escucharse, de mirarse, de ayudarse».

#### Colaboración con Sonia Fuchs y Teatro UC
Luego del éxito de Tres Marías y una Rosa, los planes de Jiménez cambiaron después de que la productora Sonia Fuchs, a quien conocía desde la escuela EAC, la incluyó en el reparto de la primera telenovela a color de Televisión Nacional de Chile, Villa Los Aromos (1981). Jiménez tuvo su primera oportunidad con el personaje de Raquel, dirigida por Claudio Guzmán. Después de esta oportunidad, continuó colaborando en todas las telenovelas producidas por Fuchs como una de las figuras estables de su repertorio, dando inicio al área dramática de Televisión Nacional. Sus primeros trabajos en la televisión concluyeron en pequeños roles y partes del reparto secundario, poco a poco comenzó a aparecer en roles importantes.  
Jiménez apareció en dos telenovelas dirigidas por Herval Rossano, La gran mentira (1982) y El juego de la vida (1983). Ambas telenovelas dirigidas por Rossano, elevaron la calidad artística e imagen, similar a las telenovelas en las que trabajó el director en la Rede Globo. Al año siguiente, actuó en La Represa, dirigida por Ricardo Vicuña, junto a Malú Gatica y Alfredo Castro. La telenovela recibió el apoyo de la audiencia. Más tarde, formó parte de La torre 10 (1984), dirigida por Vicente Sabatini, quien hace su debut como director de telenovelas. Posteriormente, obtiene un papel estelar en Marta a las ocho (1985), junto a Sonia Viveros y Lucy Salgado, encarnando a Amneris, mujer que se caracteriza por su tono de voz suave, elegancia y gustos por la música ópera. El resultado fue excelente. No sólo satisfizo al público, sino también a Televisión Nacional.  
En los años siguientes, actuó en los melodramas Morir de amor (1985), La dama del balcón (1986), La Villa (1986) y en la miniserie La Quintrala. En 1987 aparece en Mi nombre es Lara, donde interpretaba a Lucrecia Ferrer una sobria y elegante escritora de novelas que se enamoraba de un ejecutivo, interpretado por Eduardo Barril. 
Paralelamente colaboró con Fuchs, mientras esta producía obras para el Teatro UC. En 1983, es dirigida por Augusto Góngora en la obra Fidelia y Colombina, junto a Marés González, Myriam Palacios y Tennyson Ferrada. En 1984, es dirigida por Rodolfo Bravo en la obra El pájaro azul, junto a Alfredo Castro. En 1985, es dirigida por Héctor Noguera en la obra Doña Ramona, junto a Gloria Münchmeyer y María Cánepa. Esta última fue un rotundo éxito y Jiménez recibió muy buenas críticas a su actuación encarnando a la señora Lautier.
En 1987 es convocada por el director alemán Peter Lilienthal para participar en El ciclista del San Cristóbal, cinta chileno-alemana de Antonio Skármeta. En el filme, interpreta el rol de la madre enferma del protagonista, la cual es fundamental para el desarrollo de la película. La cinta se estrenó el 6 de marzo de 1989 en la televisión pública alemana ZDF. 
Su gran oportunidad llegó en 1988, cuando Fuchs le ofreció su primer personaje protagónico en televisión, interpretando a Kiki Blanche, una exvedette de la revista Bim bam bum, dueña de una exclusiva peluquería de Santiago en la comedia Bellas y audaces (1988), una adaptación de la telenovela brasileña Locomotivas (1977), de Cassiano Gabus Mendes. La actriz compartió créditos con actrices como Sonia Viveros, Silvia Piñeiro, Ana María Gazmuri y la cantante Nydia Caro.  El director Ricardo Vicuña declaró: «Probamos muchas figuras y apostamos por ella. Por su carisma y gran dulzura. No era un papel fácil y ella lo hizo muy bien». Mientras que el guionista Jorge Marchant declaró: «Tenía un físico, una actitud, modo ser y un lenguaje que no calzaba con la imagen vulgar que uno esperaría de una vedette. Era un personaje muy contenido. Pero fue capaz, con todo su talento, de convertirse en todo lo que esta podía dar en el personaje». Su figura se transformó en «Icono gay» e «Icono pop» de las fiestas kitsch de las nuevas generaciones. En el mismo año, coprotagonizó Las dos caras del amor (1988), dirigida por Sabatini, junto a Piñeiro y Claudio Reyes. En la telenovela hizo el papel de Luchita, una humilde empleada doméstica que termina siendo hija del patrón de la hacienda. 
Un año después, en 1989, participó en la telenovela de tres épocas A la sombra del ángel, dirigida por René Schneider Arce. Jiménez terminó la década con un repunte en su carrera gracias a su participación en la miniserie de gran éxito Teresa de los Andes, estrenada en 1989, dirigida por Sabatini y protagonizada por Paulina Urrutia. Allí su papel fue el de la madre superiora Angélica Teresa, la líder religiosa del Convento de las Carmelitas Descalzas de Los Andes. La miniserie recibe muy buenos elogios por parte de los críticos y en la taquilla para Televisión Nacional. Según la propia actriz, este ha sido uno de sus mejores personajes que ha interpretado en televisión.

### 1991-1995

#### Formación de nuevos actores
A comienzos de 1990, se retira temporalmente de la televisión para ejercer docencia y formar nuevos actores. Entre 1991 y 1995 se integraría al cuerpo docente de El club de teatro del director Fernando González —Premio Nacional de Artes 2005—. Entre sus alumnos destacan los actores Tamara Acosta, Aline Kuppenheim, Álvaro Morales, Álvaro Escobar, Francisca Gavilán, Pablo Schwarz, Ángela Contreras, entre muchos más. Jiménez aclaró: «“Lo que más he intentado transmitirles es que la actuación es una vocación, una pasión inevitable que va más allá del ego y que esconde una veraz curiosidad por la vida, un deseo de contar, un amor por el juego”.» Según Tamara Acosta: «Ella (Luz) fue mi primera profesora de actuación. Ella fue muy importante en mi formación, tenía esa cosa maravillosa de la calidez de armar un equipo.»
Posteriormente, ejercería como directora de los talleres de teatro de la Universidad de los Andes por más de una década.

### 1996-2005

#### Colaboración con Sabatini y época de oro de TVN
Tras una etapa sin grandes proyectos volvió a recuperar el favor del público. Apareció en diversos episodios de exitosas telenovelas; Rojo y miel (1994), Estúpido cupido (1995) y Sucupira (1996). En 1996 regresó a las telenovelas con la comedia Loca piel, dirigida por María Eugenia Rencoret. Se integró al reparto estable de Vicente Sabatini en plena época de oro de las telenovelas chilena. En 1997 actuó en Oro Verde, junto a José Soza, Maricarmen Arrigorriaga y Álvaro Morales, donde dio vida a una chismosa mujer a cargo de una popular peluquería en el ficticio pueblo Los Robles en Caburgua. Al año siguiente, obtuvo un papel secundario en Amándote de Canal 13, dirigida por Ricardo Vicuña.
En 1999 encarnó a doña Mirta Jaramillo en La Fiera, una mujer creyente de los mitos y leyendas de Chiloé. Compartió con Pablo Schwarz, Francisco Melo y Tamara Acosta. El personaje tenía en la esperanza de que El Caleuche le regresara a su esposo quien fuera desaparecido en el océano tras un naufragio. La actriz logró dar de manera excepcional la interpretación del personaje, y se posicionó como una de las actrices más carismáticas del año. En 2016, la actriz declaró «este personaje ha estado siempre en mi corazón».
A comienzos de década, se trasladó a Mejillones junto al equipo de Sabatini para integrar parte del elenco de Romané (2000). En la telenovela encarnó a la gitana Mama Paska Antich, la respetada hermana del rey de la colonia étnica, que lucha contra el dolor y abandono de su único hijo quien se fuera a la capital por un amor no correspondido. En el melodrama compartió créditos con Juan Falcón, Claudia Di Girolamo, Héctor Noguera y Luis Alarcón. Al igual que su personaje anterior, es catalogado como uno de sus mejores papeles en televisión. 
En 2001 interviene en Pampa Ilusión rodada en Oficinas salitreras de Humberstone y Santa Laura, donde interpreta a una prostituta sureña denominada La Poroto, que junto a su joven colega llegan a la oficina ficticia Pampa Ilusión contratadas para trabajar en un burdel clandestino de un hombre ciego dueño de la única pulpería del lugar. Compartió créditos con Ximena Rivas, José Soza, Pablo Schwarz y Roxana Campos. Más tarde, llegaría la comedia El circo de las Montini (2002) junto a Violeta Vidaurre, en la que interpretaba a una dulce adiestradora de poodles en la carpa circense. También participó en el reparto de los éxitos; Puertas adentro (2003) junto a Blanca Lewin, Los Pincheira (2004) junto a Marés González y Los Capo (2005) junto a Arnaldo Berríos y Ricardo Fernández. 
En 2005 protagonizó junto a María Izquierdo, Ximena Rivas y Antonia Zegers la obra Madre, dirigida por Rodrigo Pérez, interpretando a la activista chilena por los derechos humanos, Sola Sierra.

### 2006-2014

#### Mayor presencia en series y cine
Desde el 2006 hasta el 2008 participó en el reparto de la serie Huaiquimán y Tolosa de Canal 13, junto a Benjamín Vicuña. En 2007 participó junto a José Soza, en Corazón de María, dirigida por Patricio González, donde interpretó a una profesora que enseña a leer y escribir a adultos mayores. El mismo año, realizó una destacada aparición de reparto en el drama de Cárcel de Mujeres, encarnando a una anciana reclusa compartiendo créditos con Claudia Di Girolamo y Paulina García. Participó también en diversos episodios de las series Héroes (2007), Los 80 y El día menos pensado (2008). También apareció en varios capítulos de Los exitosos Pells (2009). 
En 2010, la actriz fue convocada por el director Vicente Sabatini, para interpretar a María Loreto de Erdoíza y Aguirre en la producción histórica del bicentenario, Manuel Rodríguez: El guerrillero del amor. En una entrevista sobre la superproducción dijo: «Es un honor interpretar este papel (madre de Manuel Rodríguez). Él fue muy valiente, muy desprendido y consecuente. Tal vez existan nuevos guerrilleros por ahí, no lo sé, pero es muy lindo escuchar el viva Chile de ese modo, algo tiembla aquí adentro en el corazón».
En 2011 intervino en La Doña: Un amor de fuego, personificado a Águeda Flores, abuela materna de La Quintrala, una de las mujeres más poderosas del siglo XV en la sociedad chilena. En la superproducción compartió créditos con Claudia di Girolamo, Alfredo Castro y José Soza. En el mismo año, participó en un episodio de Los Archivos del Cardenal, dirigida por Nicolás Acuña, compartiendo escenas con Benjamín Vicuña y Daniela Ramírez. En la serie, interpretó a Ana —personaje inspirado en Rosario Rojas—, una humilde mujer que su nieto era una de las víctimas detenidas tras el golpe militar y cuyos restos fueron hallados en una fosa clandestina en la localidad de Hornos de Lonquén. Este papel le llevó el aplauso a la crítica y reconocimientos en redes sociales por su conmovedora y respetable actuación. Según Ramírez, «Trabajar con Luz es lo más maravilloso que me ha sucedido en la vida». Mientras que Pablo Illanes publicó en su cuenta de Twitter, «Luz Jiménez es una actriz extraordinaria.»
Paralelamente interpretó otro conmovedor papel en la película La vida de los peces de Matías Bize. La cinta demostró ser ganadora de un Premio Goya en la categoría de «mejor película extranjera de habla hispana». Sus siguientes películas fueron el drama romántico Gloria (2013) de Sebastián Lelio, junto con Paulina García, —ganadora de un Premio Oso de Plata—, y la película autobiográfica chilena-francesa, La danza de la realidad (2014), de Alejandro Jodorowsky.
En 2014 realizó un pequeño papel secundario en Las 2 Carolinas, dirigida por Sabatini y compartió créditos nuevamente con Di Girolamo. En el lanzamiento de la telenovela, en Puente Alto, Jiménez fue ovacionada por el público, donde recibió un ensordecedor y merecido aplauso. La actriz declaró: «Para mí fue un impacto muy grande, nunca me lo esperé, me impresionó, nunca había vivido algo así, un aplauso para mí, me llena de alegría, de emoción y agradecimiento». En el mismo año, coprotagonizó junto a Eyal Meyer, la obra La muerte del príncipe, de Fernando Pessoa, dirigida por Fernando Ocampo en el Centro GAM.

### 2015-presente

#### Giras de teatro y reconocimientos
"Luz es una actriz muy sensible, delicada, que ha hecho personajes rudos, populares, del pueblo profundo y compone desde un amor por el oficio que es conmovedor. Hace que ella pueda construir todo un mundo en el espacio que se le de por muy pequeño que sea."
Vicente Sabatini.
Festival de Cine de La Serena.

Más tarde actuó junto a Daniel Muñoz, Francisca Gavilán y Nicolás Rojas en el miniserie biográfica Zamudio (Zamudio, perdidos en la noche), de 2015, donde interpretó el papel de Mami, la abuela del personaje de Rojas. En ese mismo año, protagonizó el videoclip «Presentimiento» de Prehistöricos. El 20 de agosto, recibió el Premio a la trayectoria audiovisual en la primera edición del Festival de Cine de La Serena. Se unió a la compañía de teatro Niño Proletario de Luis Güenel, y formó parte de la obra El otro, junto a José Soza y Ángel Lattus, basada en el libro El infarto del alma, de Diamela Eltit y Paz Errázuriz. La obra se presentó en 2015 en una gira realizada por distintas ciudades y provincias del país, y posteriormente, tuvo un éxito inmenso y recorrieron diversos países, entre ellos España, Holanda y Bélgica. Entre 2016 y 2019, la actriz se presentó con la obra en importantes teatros de Francia, entre ellos; Teatro Jean Vilar, Teatro Paul Éluard, La Ferne du Buisson, Teatro de la Ville y Teatro Jean Arpo. También se presentó en 2018, en el Museo Nacional de Arte Moderno y Contemporáneo de Corea del Sur.
En 2016 protagonizó la obra Fulgor de la misma compañía, basada en la inmigración y abuso laboral. Tras la buena aceptación en Chile, la obra se presentó ante 150.000 espectadores en Fira Tàrrega, España. También participó en el teaser O'Higgins, el guerrillero enamorado, dirigido por Ricardo Larraín, ganadora del fondo otorgado por el Consejo Nacional de Televisión. Pese de haber sido convocada en el reparto de la serie por el mismo director, con su muerte se suspendió el proyecto.  
Al año siguiente, formó parte del reparto de la película La memoria de mi padre (2017), junto a Tomás Vidiella, dirigida por Rodrigo Bacigalupe. Luego, apareció en dos episodios de la telenovela brasileña Los días eran así (2017) de Rede Globo, junto al actor brasileño Renato Góes. Más tarde, protagonizó el teaser dirigido por León Errázuriz, Los Carcamales, la ganadora del máximo fondo otorgado por el Consejo Nacional de Televisión, CNTV. A comienzos de 2018, protagonizó la segunda versión de Las palomas de Choferillo, dirigida por Claudio Fuentes, en el Centro Cultural Matucana 100. En octubre del mismo año, recibió un homenaje por el Sindicato de Actores de Chile a su trayectoria. En noviembre de 2018, participó en el videoclip «Hechicera» de Lorena Erpel.
En agosto de 2019, se inició una petición en Change.org, impulsada a través de Twitter, para gestionar su candidatura al Premio Nacional de Artes de la Representación y Audiovisuales de Chile de 2019, cuyo apoyo recaudó más de 10 000 firmas. En octubre, realizó una gira por distintas regiones del país, protagonizando junto a Francisco Medina, la obra Nadie lee fuego mientras todo se está quemando (2019). Incluso la obra se presentó durante enero de 2020 en el Teatro de La Memoria y en el Centro GAM. En 20 de diciembre, recibió de la crítica, el Premio Marés por su distintiva trayectoria en la industria de las teleseries. El 5 de enero de 2020, recibió el Premio Estrella a la trayectoria, otorgado por un equipo de aficionados a las teleseries chilenas.
El 2020 participa en el filme Los anillos de la serpiente, de Edison Càjas. En teatro protagonizó la obra Preludio, de Francisco Medina y participó en la audioserie Malú a Mil, dirigida por Néstor Cantillana. Al año siguiente, es parte de la cinta Mis hermanos sueñan despiertos (2021), dirigida por Claudia Huaiquimilla. En septiembre del mismo año, se presentó en la Muestra Escénica Iberoamericana de Tenerife, con la obra Nadie lee fuego mientras todo se está quemando. En noviembre, interpretó a Beatriz Aldunate, en la segunda temporada de Caso 63 de Spotify. 
En 2022, protagonizó junto a Paulina Urrutia y Claudia Cabezas, el cortometraje Baviera, de Daniela Contreras y Edison Càjas. En el filme, interpretó a una mujer que intenta reconstruir su realidad, al recordar fragmentos de abusos sufridos en el hospital donde fue secuestrada de niña por una familia alemana de Colonia Dignidad. La pieza audiovisual se presentó en el GAM y Festival Santiago a Mil. El 21 de marzo, ChileActores le otorgó el Premio Caleuche a la Trayectoria por su excepcional labor en las artes escénicas. Entre junio y agosto de 2022, Luz Jiménez participó en la campaña televisiva del comando Apruebo en el Plebiscito constitucional de Chile de 2022.
En septiembre de 2022, se anunció la participación de Luz Jiménez en Bardo, falsa crónica de unas cuantas verdades del cineasta mexicano Alejandro González Iñárritu. La actriz se radicó en México durante tres meses para el rodaje. Luego acompañó al equipo de producción a Baja California. En octubre, se integró al reparto de la segunda temporada de la serie juvenil Celeste, exhibida por NTV. En el mismo mes, se incorporó a la serie policial de Canal 13, Cromosoma 21, donde compartió escenas con Claudia Di Girolamo. En 2023 protagoniza junto a Eduardo Barril obra Historia de amor para un alma vieja, de Felipe Zambrano. Jiménez interpretará el rol que originalmente haría Delfina Guzmán, quien vio resentida su salud. En julio recibió el Premio a la Trayectoria de los Temporales Internacionales de Teatro de Puerto Montt. En octubre de 2023 recibió el Premio a la Trayectoria Artística por el Festival Internacional Teatro a Mil (FITAM). En mayo de 2025, Luz Jiménez recibió un homenaje por la embajadora de Chile en Portugal, Marina Teitelboim, en una gira por el Festival Internacional de Teatro do Alentejo en Portugal.

## Filmografía

### Películas
| Año  | Título                                        | Rol                    |
| ---- | --------------------------------------------- | ---------------------- |
| 1983 | Rogelio Segundo                               |                        |
| 1986 | Nemesio                                       | Rosa                   |
| 1989 | El ciclista del San Cristóbal                 | Madre Escalante        |
| 1999 | La chica del crillón                          | Rubilinda              |
| 2004 | El tesoro de los caracoles                    | Doña Santos            |
| 2004 | Cachimba                                      | Vecina                 |
| 2004 | Azul y blanco                                 | La Quintrala           |
| 2010 | La vida de los peces                          | Guillermina            |
| 2011 | La lección de pintura                         | Clara                  |
| 2012 | No                                            | Kiki Blanche           |
| 2013 | Gloria                                        | Victoria               |
| 2014 | La danza de la realidad                       | Reina de Copas         |
| 2017 | La memoria de mi padre                        | Julieta                |
| 2021 | Mis hermanos sueñan despiertos                | María                  |
| 2022 | Desconectados                                 |                        |
| 2023 | Bardo, falsa crónica de unas cuantas verdades | Madre de Silverio Gama |
| 2025 | Desconectados 2                               |                        |

### Cortometrajes
| Año  | Título                      | Rol       |
| ---- | --------------------------- | --------- |
| 2006 | Del otro lado del camino    | Margarita |
| 2007 | Redención                   | La Madre  |
| 2008 | La ausencia                 | Narradora |
| 2011 | Aquellos tiempos            | Soledad   |
| 2020 | Los anillos de la serpiente | Elena     |
| 2021 | Baviera                     |           |
| 2022 | Mileva                      |           |

## Televisión

### Telenovelas
| Año  | Título                  | Papel                             |
| ---- | ----------------------- | --------------------------------- |
| 1981 | Villa Los Aromos        | Raquel Muñoz                      |
| 1982 | La gran mentira         | Laura Fernández                   |
| 1983 | El juego de la vida     | Manuela                           |
| 1984 | La Represa              | Mercedes Loyola                   |
| 1984 | La Torre 10             | Raquel Toledo                     |
| 1985 | Marta a las ocho        | Amneris Soto                      |
| 1985 | Morir de amor           | Edulia Rojas                      |
| 1986 | La dama del balcón      | Milena Dravicic                   |
| 1986 | La Villa                | Ángeles Riveros                   |
| 1987 | La Quintrala            | Mencia Reyes y León               |
| 1987 | Mi nombre es Lara       | Lucrecia Ferrer                   |
| 1988 | Bellas y Audaces        | Kiki Blanche                      |
| 1988 | Las dos caras del amor  | Luisa Valdivieso                  |
| 1989 | A la sombra del ángel   | Ernestina Ossandón                |
| 1989 | Teresa de Los Andes     | Madre Angélica Teresa             |
| 1990 | El milagro de vivir     | Flora Uribe                       |
| 1991 | Volver a empezar        | Lina Hinojosa                     |
| 1994 | Rojo y Miel             | Juana                             |
| 1995 | Estúpido Cupido         | Raquel Fernández                  |
| 1996 | Sucupira                | Jovanka                           |
| 1996 | Loca Piel               | Bernarda Castillo                 |
| 1997 | Oro Verde               | Digna Valdés                      |
| 1998 | Amándote                | Juana Valdivia                    |
| 1999 | La Fiera                | Mirta Jaramillo                   |
| 2000 | Romané                  | Mama Pasca                        |
| 2001 | Pampa Ilusión           | Lourdes Santana                   |
| 2002 | El circo de las Montini | Leonor Galdames                   |
| 2003 | Puertas Adentro         | Bristela Cáceres                  |
| 2004 | Los Pincheira           | Domitila Cruz                     |
| 2005 | Los Capo                | Mercedes Rojas                    |
| 2007 | Corazón de María        | Alicia Garrido                    |
| 2009 | Los Exitosos Pells      | Ester Redolés                     |
| 2010 | Manuel Rodríguez        | María Loreto de Erdoíza y Aguirre |
| 2011 | La Doña                 | Águeda Flores de Talagante        |
| 2014 | Las Dos Carolinas       | Rosa Bahamondes                   |

### Series y miniseries
| Año       | Serie                      | Personaje             | Notas                                      |
| --------- | -------------------------- | --------------------- | ------------------------------------------ |
| 1990      | Crónica de un hombre santo | Clota                 |                                            |
| 1990      | Corín Tellado              | Leonor del Valle      | Episodio: ¿A dónde van las gaviotas?       |
| 1999      | Los Lizana                 | Mirta Jaramillo       |                                            |
| 2001      | La otra cara del espejo    | Hechicera             | Episodio: «Los sonidos de la suerte»       |
| 2006      | Mea culpa                  | Hemerlinda Caipa      | Episodio: «El psicópata de Pozo Almonte»   |
| 2006-2008 | Huaiquimán y Tolosa        | Elisa "Yaya" Álvarez  | T1-T2.                                     |
| 2007      | Cárcel de Mujeres          | Bernardita Recabarren |                                            |
| 2007      | Héroes                     | Mama Rosa             | Episodio: «Rodríguez, hijo de la rebeldía» |
| 2008      | Los 80                     | Señora Mena           | Episodio: «Cualquier cosa, menos mentir»   |
| 2008      | El día menos pensado       | Luisa                 | Episodio: «El cambio»                      |
| 2011      | Cesante                    | Sara                  |                                            |
| 2011      | Los Archivos del Cardenal  | Ana Rojas             | Episodio: «Hallan los cuerpos»             |
| 2015      | Zamudio                    | Elena Muñoz           |                                            |
| 2017      | Los días eran así          | Luz                   |                                            |
| 2022      | Celeste                    | Yuliana Morán         |                                            |
| 2022      | Cromosoma 21               | Rosa Monsalve         |                                            |

## Teatro
Actuación
| Año(s)    | Obra                                           |
| --------- | ---------------------------------------------- |
| 1958      | El fin de febrero                              |
| 1960      | Noche para saltimbanquis                       |
| 1970      | La princesa Panchita                           |
| 1976      | El burlador de Sevilla y convidado de piedra   |
| 1978      | Ocúpate de Amelia                              |
| 1978      | ¿Cuantos años tiene un día?                    |
| 1979      | Tres Marías y Una Rosa                         |
| 1983      | Fidelia y Colombina                            |
| 1984      | El pájaro azul                                 |
| 1985      | Doña Ramona                                    |
| 2001      | Las tres hermanas                              |
| 2004      | Provincia Kapital                              |
| 2006      | Madre                                          |
| 2008      | Autorretrato doble                             |
| 2009      | La casa limpia                                 |
| 2009-2010 | Las palomas de Choferillo                      |
| 2012      | La reencarnación de la Chimba                  |
| 2014      | La muerte del príncipe                         |
| 2015-2019 | El otro                                        |
| 2016-2018 | Fulgor                                         |
| 2018      | Las palomas de Choferillo (reestreno)          |
| 2019-2021 | Nadie lee fuego mientras todo se está quemando |
| 2021      | Malú a mil                                     |
| 2021      | Preludio                                       |
| 2023      | Historia de amor para un alma vieja            |
| 2023      | Duelo                                          |
| 2025      | Las Aristócratas                               |

Dirección
- Mama Rosa, 1998
- Ánimas de un día claro, 2001
- El tiempo y los Conway, 2004
- La zapatera prodigiosa, 2005
- La bella y la bestia (ADAE)
- Nuestro pueblo, 2008
- Amor herido
- Casa de muñecas
- La cantante calva, 2014

## Audioseries
| Año  | Título  | Papel            |
| ---- | ------- | ---------------- |
| 2021 | Caso 63 | Beatriz Aldunate |

## Videos musicales
| Año  | Título         | Artista       |
| ---- | -------------- | ------------- |
| 2014 | Presentimiento | Prehistöricos |
| 2018 | Hechicera      | Lorena Erpel  |

## Premios y nominaciones
| Año  | Premios                               | Categoría                 | Título                         | Resultado | Ref.   |
| ---- | ------------------------------------- | ------------------------- | ------------------------------ | --------- | ------ |
| 2012 | Premio Apes                           | Trayectoria artística     | Trayectoria artística          | Ganadora  | [ 7 ]  |
| 2015 | Festival de Cine de La Serena         | Trayectoria artística     | Trayectoria artística          | Ganadora  | [ 8 ]  |
| 2016 | Contadores Auditores Awards           | Mejor actriz de reemplazo |                                | Ganadora  |        |
| 2019 | Premio Marés                          | Trayectoria artística     | Trayectoria artística          | Ganadora  |        |
| 2020 | Premio Estrella                       | Trayectoria artística     | Trayectoria artística          | Ganadora  | [ 70 ] |
| 2021 | Premio Pedro Sienna                   | Mejor actriz de reparto   | Mis hermanos sueñan despiertos | Nominada  |        |
| 2022 | Premio Caleuche                       | Trayectoria artística     | Trayectoria artística          | Ganadora  | [ 78 ] |
| 2023 | Festival Internacional Santiago a Mil | Trayectoria artística     | Trayectoria artística          | Ganadora  | [ 11 ] |

## Distinciones
- 2022: Elegida 100 Líderes Mayores Fundación Conecta Mayor, El Mercurio y la PUC.[10]
- 2023: Premio Temporales Internacionales de Teatro de Puerto Montt.[81]
- 2025: Distinción de Embajada de Chile en Portugal.[82]

## Homenajes
- Libro Memoria Emotiva. Actrices Chilenas, de Catherine Mazoyer. Publicado el 30 de agosto de 2016.
- Cápsula Volver, serie testimonial de exalumnos destacados de Teatro UC. Publicado el 2016.
- Libro Abcdiario Actoral. Edición 2, de ChileActores. Publicado el 23 de octubre de 2018.
- Libro y exposición Pantalla Viva. 40 años de las teleseries chilenas. Publicado el 30 de agosto de 2021.[83]